# Copestylum hoya
Copestylum hoya är en tvåvingeart som först beskrevs av Charles Howard Curran 1947.  Copestylum hoya ingår i släktet Copestylum och familjen blomflugor. Inga underarter finns listade i Catalogue of Life.